# Халворсон, Гэри
Гэри Халворсон (англ. Gary Halvorson) — американский режиссёр и продюсер телевизионных шоу, сериалов и фильмов.

## Карьера
Выпускник Джульярдской школы. Начинал как классический пианист, но затем отметился в качестве режиссёра комедийных сериалов, таких как Друзья (срежиссировал 56 эпизодов) и Дрю Кэри Шоу. Кроме того, он снял свой фильм Приключения Элмо (1999) (детский фильм).
Для Нью-Йоркской оперной труппы Метрополитен-опера он срежиссировал в формате высокой четкости следующие оперы: «Волшебная флейта» (30 декабря 2006), «Пуритане» (6 января 2007), «Севильский цирюльник» (24 марта 2007), «Il Tabarro» (28 апреля 2007), «Ромео и Джульетта» (15 декабря 2007), «Макбет» (11 января 2008), «Питер Граймс» (15 марта 2008), «Богема» (5 апреля 2008), «Дочь полка» (26 августа 2008) (в главной роли Рене Флеминг) (22 сентября 2008), «Доктор Атомик» (8 ноября 2008), «Таис» (20 декабря 2008), «Лючия ди Ламмермур» (7 февраля 2009), Мадам Баттерфляй (7 марта 2009), Золушка (9 мая 2009), Тоска (10 октября 2009), «Аида» (23 октября 2008), «Турандот» (7 ноября 2009), «Сказки Гофмана» (19 декабря 2009), «Кармен» (16 января 2010), «Армида» (1 мая 2010 года), «Золото Рейна» (9 октября 2010), «Дон Паскуале» (13 ноября 2010) и «Дон Карлос» (11 декабря 2010) и «Так поступают все женщины» (26 апреля 2014).
Халворсон также срежиссировал живой концерт Пола Саймона «You’re The One» в Париже, который был показан на PBS и вышел на DVD.

## Избранные работы
- CMA Music Festival: Country Music’s Biggest Party (2008) (ТВ) (постпродакшн)
- Долго и счастливо
- Весёлые Песни Микки
- 81-й Ежегодный Парад Дня Благодарения «Мэйси» (США: long title)
- Друзья (56 эпизодов)
- Правила совместной жизни
- "Метрополитен-опера: В прямом эфире в HD"
- Два с половиной человека
- Счастливчик Луи
- Джоуи
- Кенни Чесни: Где-то на Солнце (англ. Somewhere in the Sun)
- Настоящие дикари
- Все любят Рэймонда
- Committed
- Ложь и жёны (англ. Lies and the Wives We Tell Them To)
- За что тебя люблю
- Xuxa
- The Nick & Jessica Variety Hour
- Шоу Трейси Морган
- 2003 ABC World Stunt Awards
- Everything But the Girl
- Джесси
- Шоу Норма
- Сабрина — маленькая ведьма
- Грейс в огне
- Розанна
- The Wayans Bros.
- 10-я церемония American Comedy Awards
- Приключения в стране чудес
- Деревенская девушка (англ. The Country Girl)
- Тру Джексон
- Приключения Элмо

## Награды и номинации
Был награждён Дневной премией «Эмми» в номинации «Выдающаяся режиссура специальной телепередачи» за 78-й Ежегодный Парад Дня благодарения Мэйси, показанный на NBC. Был номинирован на Эмми в категории «Выдающаяся режиссура комедийного сериала» за работу над сериалом Все любят Рэймонда.